# Campeonato Mundial de Atletismo de 2009 - Revezamento 4x100 m masculino
A prova dos 4x100 metros masculino do Campeonato Mundial de Atletismo de 2009 foi disputada entre 21 e 22 de agosto no Olympiastadion, em Berlim.

## Recordes
Antes desta competição, os recordes mundiais e do campeonato nesta prova eram os seguintes:
| Tipo                  | Atleta         | Tempo | Local     | Data                 | Ref |
| --------------------- | -------------- | ----- | --------- | -------------------- | --- |
|                       | Jamaica        | 37.10 | Pequim    | 22 de agosto de 2008 | ver |
| Recorde do campeonato | Estados Unidos | 37.40 | Stuttgart | 21 de agosto de 1993 | ver |

## Medalhistas
| Ouro | Prata                                                                                                   | Bronze                                                                                     |
| Jamaica · Steve Mullings · Michael Frater · Usain Bolt · Asafa Powell · Lerone Clarke* · Dwight Thomas* | Trinidad e Tobago · Darrel Brown · Marc Burns · Emmanuel Callander · Richard Thompson · Keston Bledman* | Grã-Bretanha · Simeon Williamson · Tyrone Edgar · Marlon Devonish · Harry Aikines-Aryeetey |

*Correram apenas as eliminatórias, mas receberam medalhas

## Resultados

### Eliminatórias
Estes são os resultados das eliminatórias. As 18 equipes inscritas foram divididas em três baterias, se classificando para a final as duas melhores de cada bateria (Q) mais os dois melhores tempos no geral (q).
| Bateria 1 | Bateria 1                                                                                | Bateria 1 | Bateria 1            |
| Pos.      | Equipe                                                                                   | Tempo     | Notas                |
| --------- | ---------------------------------------------------------------------------------------- | --------- | -------------------- |
| 1         | TRI Trinidad e Tobago Darrel Brown Marc Burns Keston Bledman Richard Thompson            | 38.47 (Q) |                      |
| 2         | JPN Japão Masashi Eriguchi Naoki Tsukahara Shinji Takahira Kenji Fujimitsu               | 38.53 (Q) |                      |
| 3         | FRA França Ronald Pognon Martial Mbandjock Pierre-Alexis Pessonneaux Christophe Lemaître | 38.59 (q) | Recorde da temporada |
| 4         | BRA Brasil Vicente de Lima Sandro Viana Basílio de Moraes José Carlos Moreira            | 38.72 (q) | Recorde da temporada |
| 5         | SUI Suíça Pascal Mancini Marc Schneeberger Reto Schenkel Marco Cribari                   | 39.47     |                      |
| 6         | RSA África do Sul Hannes Dreyer Leigh Julius Thuso Mpuang Louis Jacob van Zyl            | 39.71     |                      |

| Bateria 2 | Bateria 2                                                                              | Bateria 2 | Bateria 2            |
| Pos.      | Equipe                                                                                 | Tempo     | Notas                |
| --------- | -------------------------------------------------------------------------------------- | --------- | -------------------- |
| 1         | GBR Grã-Bretanha Simeon Williamson Tyrone Edgar Marlon Devonish Harry Aikines-Aryeetey | 38.11 (Q) | Recorde da temporada |
| 2         | CAN Canadá Hank Palmer Oluseyi Smith Jared Connaughton Bryan Barnett                   | 38.60 (Q) | Recorde da temporada |
| 3         | NED Países Baixos Gregory Sedoc Caimin Douglas Guus Hoogmoed Patrick van Luijk         | 38.95     | Recorde da temporada |
| 4         | POR Portugal Dany Gonçalves Arnaldo Abrantes Ricardo Monteiro Francis Obikwelu         | 39.25     |                      |
| 5         | GHA Gana Nana Kofi Samm Tanko Braimah Seth Amoo Aziz Zakari                            | 39.61     | Recorde da temporada |
|           | USA Estados Unidos Terrence Trammell Michael Rodgers Shawn Crawford Darvis Patton      | DSQ       |                      |

| Bateria 3 | Bateria 3                                                                             | Bateria 3 | Bateria 3            |
| Pos.      | Equipe                                                                                | Tempo     | Notas                |
| --------- | ------------------------------------------------------------------------------------- | --------- | -------------------- |
| 1         | ITA Itália Roberto Donati Simone Collio Emanuele Di Gregorio Fabio Cerutti            | 38.52 (Q) | Recorde da temporada |
| 2         | JAM Jamaica Lerone Clarke Michael Frater Steve Mullings Dwight Thomas                 | 38.60 (Q) |                      |
| 3         | AUS Austrália Anthony Alozie Joshua Ross Aaron Rouge-Serret Matt Davies               | 38.93     | Recorde da temporada |
| 4         | THA Tailândia Apinan Sukaphai Wachara Sondee Suppachai Chimdee Sittichai Suwonprateep | 39.73     |                      |
|           | GER Alemanha Tobias Unger Marius Broening Alexander Kosenkow Martin Keller            | DNF       |                      |
|           | POL Polônia Michal Bielczyk Dariusz Kuc Mikolaj Lewanski Robert Kubaczyk              | DNS       |                      |

### Final
Estes são os resultados da final:
| Pos.              | Equipe                                                                                 | Tempo | Notas                 |
| ----------------- | -------------------------------------------------------------------------------------- | ----- | --------------------- |
| Medalha de ouro   | JAM Jamaica Steve Mullings Michael Frater Usain Bolt Asafa Powell                      | 37.31 | Recorde do campeonato |
| Medalha de prata  | TRI Trinidad e Tobago Darrel Brown Marc Burns Emmanuel Callander Richard Thompson      | 37.62 | Recorde nacional      |
| Medalha de bronze | GBR Grã-Bretanha Simeon Williamson Tyrone Edgar Marlon Devonish Harry Aikines-Aryeetey | 38.02 | Recorde da temporada  |
| 4                 | JPN Japão Masashi Eriguchi Naoki Tsukahara Shinji Takahira Kenji Fujimitsu             | 38.30 | Recorde da temporada  |
| 5                 | CAN Canadá Sam Effah Oluseyi Smith Jared Connaughton Bryan Barnett                     | 38.39 | Recorde da temporada  |
| 6                 | ITA Itália Roberto Donati Simone Collio Emanuele Di Gregorio Fabio Cerutti             | 38.54 |                       |
| 7                 | BRA Brasil Vicente de Lima Sandro Viana Basílio de Moraes José Carlos Moreira          | 38.56 | Recorde da temporada  |
| 8                 | FRA França Ronald Pognon Martial Mbandjock Eddy De Lepine Christophe Lemaître          | 39.21 |                       |

## Novos recordes
| Tipo                  | Atleta  | Tempo | Local  | Data                 | Ref |
| --------------------- | ------- | ----- | ------ | -------------------- | --- |
|                       | Jamaica | 37.10 | Pequim | 22 de agosto de 2008 | ver |
| Recorde do campeonato | Jamaica | 37.31 | Berlim | 22 de agosto de 2009 | ver |

Legenda
| Recorde mundial       | Recorde mundial (World record)               |                       | Recorde africano                      | Recorde africano (African) |                                           | Q | Classificado por posição (Qualified) |
| Recorde do campeonato | Recorde do campeonato (Championship record)  | Recorde da América    | Recorde da América (Americas)         | q                          | Classificado por melhor tempo (Qualified) |   |                                      |
| Melhor marca do ano   | Melhor marca do ano (World leading)          | Recorde asiático      | Recorde asiático (Asian)              | DNS                        | Não largou (Did not start)                |   |                                      |
| Recorde nacional      | Recorde nacional (National record)           | Recorde europeu       | Recorde europeu (European)            | DNF                        | Não terminou (Did not finish)             |   |                                      |
| Recorde pessoal       | Recorde pessoal do atleta (Personal best)    | Recorde da Oceania    | Recorde da Oceania (Oceania)          | DSQ / DQ                   | Desclassificado (Disqualified)            |   |                                      |
| Recorde da temporada  | Recorde da temporada do atleta (Season best) | Recorde sul-americano | Recorde sul-americano (South America) | NM                         | Sem marca (No mark)                       |   |                                      |